# La Redoute des contrepèteries

La Redoute des contrepèteries est le premier livre entièrement consacré à la contrepèterie. Publié en 1934, ce recueil est composé par Louis Perceau et édité par les éditions Briffaut, illustré de 52 hors-texte de Jacques Touchet.
Précédé d’une introduction explicative et historique, ce recueil de contrepèteries contient plus de 850 phrases à double sens.

## Éditions
Louis Perceau (ill. Jacques Touchet), La Redoute des contrepèteries, G. Briffaut, coll. « Le coffret du bibliophile illustré » (1re éd. 1934) (lire en ligne)
- Ce recueil est suivi à partir de l’édition 1955 du Voyages de noces, petit roman en contrepèteries.
- La dernière édition date de 2001, sous-titrée en couverture "Avez-vous lu Perceau ?" ("Avez-vous l'air puceau ?").